# Allach-Untermenzing
Allach-Untermenzing, Stadtbezirk 23 Allach-Untermenzing – 23. okręg administracyjny Monachium, w Niemczech, w kraju związkowym Bawaria. W 2013 roku okręg zamieszkiwało 30 737 mieszkańców.